# Calciolândia
Calciolândia é um bairro rural do município brasileiro de Arcos, no estado de Minas Gerais.

## História

### Origem
Em 24 de novembro de 1908 foi inaugurada a estação Calciolândia na linha tronco da antiga Estrada de Ferro Oeste de Minas (depois Rede Mineira de Viação e RFFSA), e em torno da estação ferroviária surgiu o bairro.

### Desenvolvimento
Em Calciolândia foi fundada em 1941 a fábrica da Samigue (Indústria São Miguel de Produtos Alimentícios S.A.), que produzia leite em pó e manteiga, por Roberto Andrade (um dos fundadores da Construtora Andrade Gutierrez), José Maurício de Andrade, Donato de Andrade (pai de Roberto e Maurício) e Wander de Andrade (irmão de Donato).
Era considerada a maior fábrica de leite em pó e de manteiga do estado de Minas Gerais, onde eram produzidas a manteiga Joá e três marcas diferentes de leite em pó: Pulvolac, Nutrolac e Superlac. Os produtos, que ficaram bem conhecidos pelos consumidores, chegaram a ser recomendados por pediatras influentes da época.
Em 1963, a fábrica foi adquirida pela Nestlé, que na época era sua concorrente. Em agosto de 1998, as atividades da unidade da Nestlé em Calciolândia foram encerradas.

## Geografia

### Demografia

#### População urbana
Pelo Censo 2010 (IBGE) a população do bairro era de 155 habitantes, possuindo um total de 77 domicílios.

### Rodovias
O bairro de Calciolândia localiza-se as margens da BR-354, na divisa de Arcos com o município de Iguatama e a 15 quilômetros de distância da sede do município.

### Ferrovias
A estação ferroviária de Calciolândia foi demolida com a construção do trevo que dá acesso ao bairro, mas a linha continua ativa e é operada pela concessionária Ferrovia Centro Atlântica.